# クレメンス3世 (ローマ教皇)
クレメンス3世（Clemens III, 1130年頃? - 1191年3月20日）は、第174代ローマ教皇（在位：1187年12月19日 - 1191年3月20日）。

## 生涯
イタリアのローマ出身。サンタ・マリア・マッジョーレ教会で育ち、長じて首席司祭になった。その後、パレストリーナ司祭・枢機卿に叙任された。1187年12月17日に先代のグレゴリウス8世が死去すると、次の教皇選挙が行われた際には2番手の票数であったが、1番手に選出された人物の辞退で12月19日に教皇として即位した。
この頃は第3回十字軍の遠征が行われており、クレメンス3世は神聖ローマ皇帝であるフリードリヒ1世と和睦することを模索し、平和協定を結んだ。1190年にフリードリヒ1世がキリキアのサレフ河で陣没すると、後継者のハインリヒ6世に皇帝の戴冠を約束してなおも友好関係を維持しようとしたが、ハインリヒ6世は妻がコスタンツァであることを理由にシチリア王位を狙うべくイタリア南部に勢力を伸張しようとした（グリエルモ2世は1189年に嗣子無く死去しており、跡を継いだタンクレーディは遠縁の庶子だったため）。クレメンス3世はこれに反発し、教皇・皇帝は再び対立状態となる。
教皇はイングランドのリチャード1世（ギヨーム2世の妻であるジョーンがリチャード1世の妹だった）やタンクレーディと共同してフランスのフィリップ2世と手を結んだハインリヒ6世と対抗したが、1191年3月20日に死去した。